# Klormurkla
Klormurkla (Disciotis venosa) är en svampart som först beskrevs av Christiaan Hendrik Persoon, och fick sitt nu gällande namn av Arnould 1893. Klormurkla ingår i släktet Disciotis och familjen Morchellaceae.  Arten är reproducerande i Sverige.Utöver nominatformen finns också underarten reticulata.

## Källor

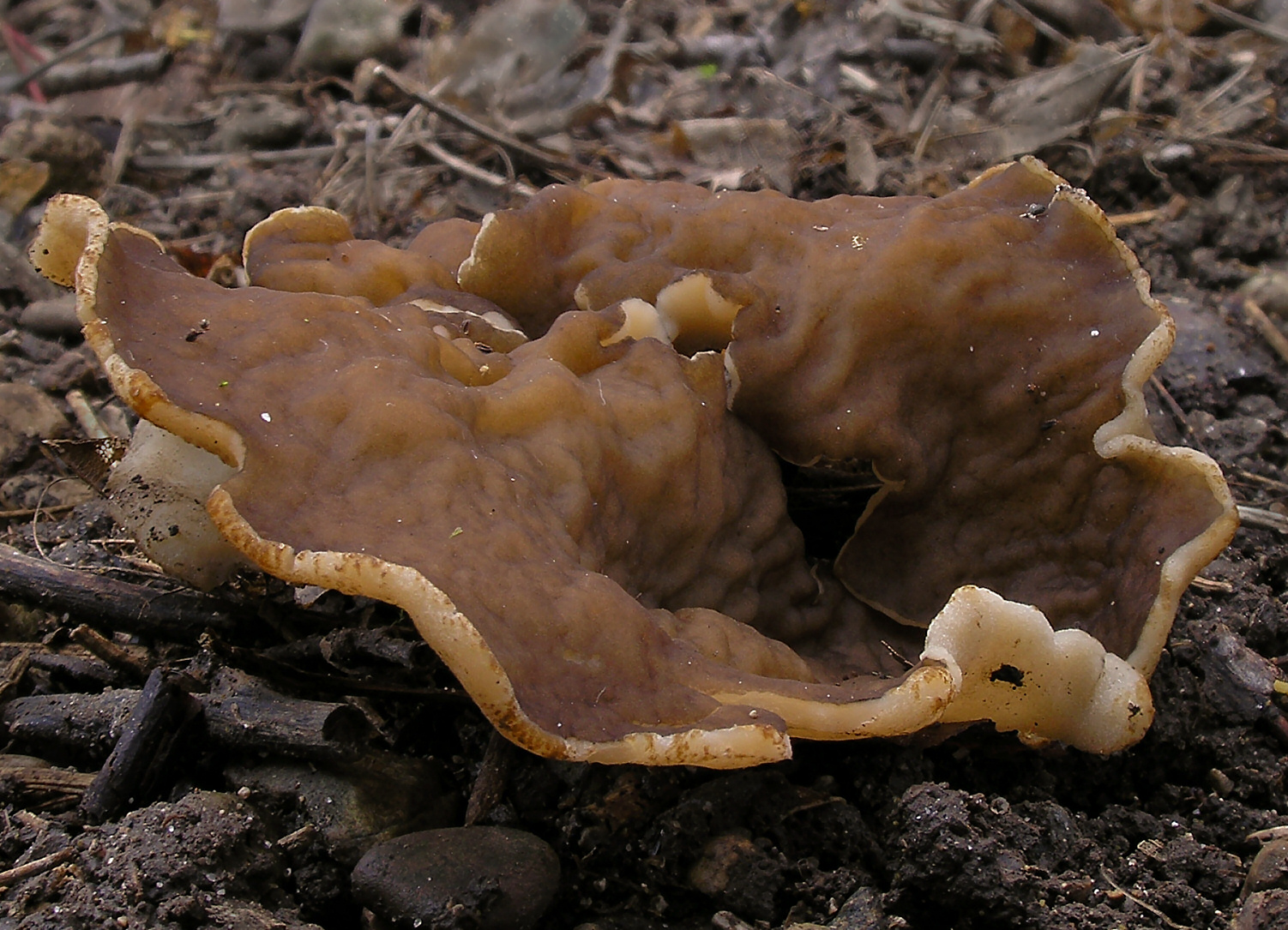
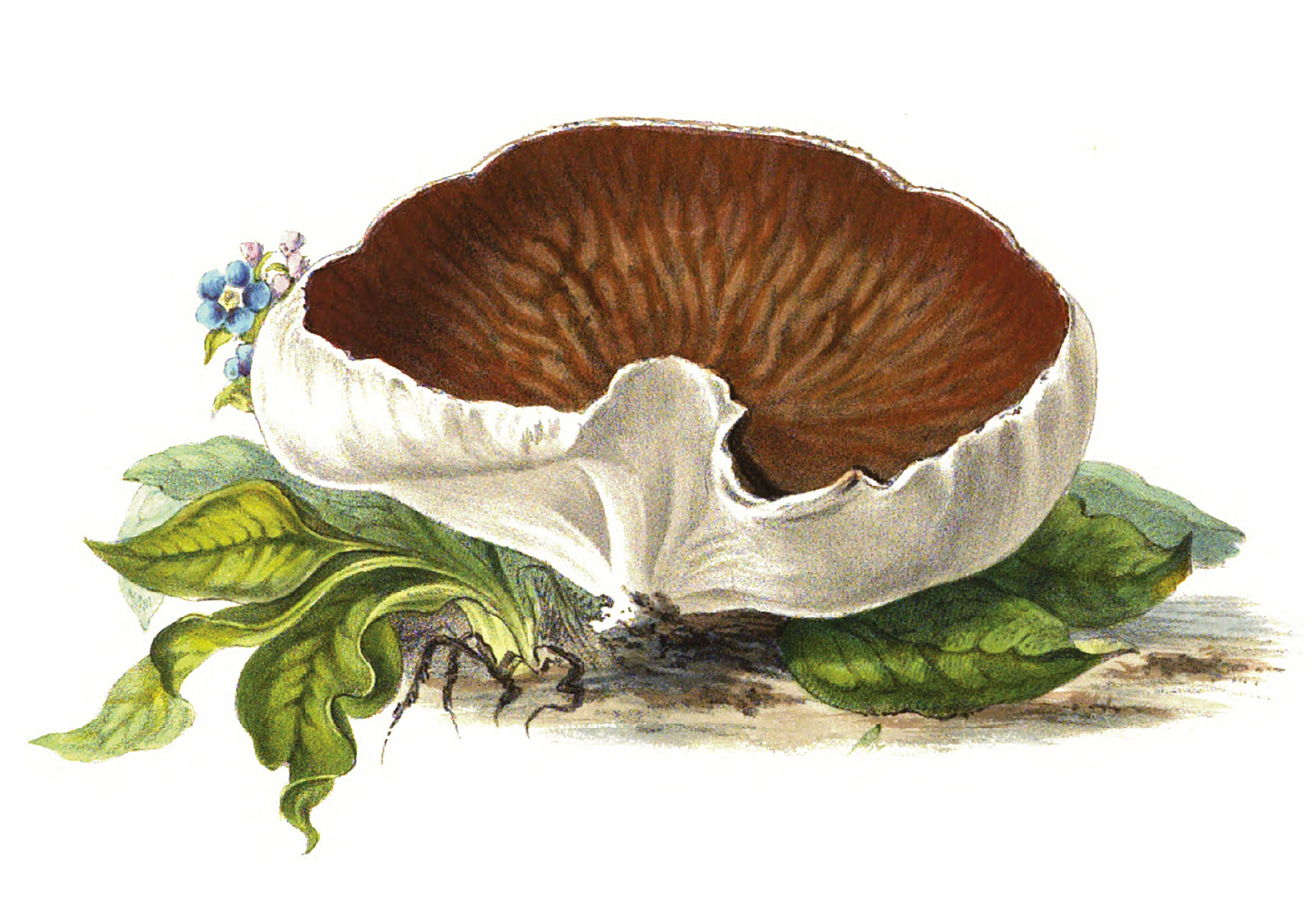